# Simone Ponti
Simone Ponti (Nápoles, 11 de diciembre de 1989) es un deportista italiano que compitió en remo. Ganó una medalla de plata en el Campeonato Europeo de Remo de 2010, en la prueba de dos con timonel.

## Palmarés internacional
| Campeonato Europeo | Campeonato Europeo          | Campeonato Europeo | Campeonato Europeo |
| Año                | Lugar                       | Medalla            | Prueba             |
| ------------------ | --------------------------- | ------------------ | ------------------ |
| 2010               | Montemor-o-Velho (Portugal) | Medalla de plata   | Dos con timonel    |